# NGC 6363
NGC 6363 este o galaxie eliptică situată în constelația Hercule. A fost descoperită în 2 septembrie 1872 de către Édouard Stephan⁠(d).